# Lawe Bekung Tempahan
Lawe Bekung Tempahan is een bestuurslaag in het regentschap Aceh Tenggara van de provincie Atjeh, Indonesië. Lawe Bekung Tempahan telt 334 inwoners (volkstelling 2010).